# Tackey & Tsubasa
Tackey & Tsubasa (タッキー&翼) va ser un duet japonès format per Hideaki Takizawa i Tsubasa Imai, de l'agència Johnny & Associates, gestionats per la discrogràfica Avex. La formació va néixer el 2002, després de negociacions amb el president de Johnny & Associates, Johnny Kitagawa, per tal que deixés que els components actuals poguessin debutar conjuntament i no per separat, com s'havia plantejat inicialment. El grup es va dissoldre el 2018.

## Membres
- Hideaki Takizawa (滝沢秀明, Takizawa Hideaki), Tackey (Tòquio, 29 de març de 1982)
- Tsubasa Imai (今井翼, Imai Tsubasa), Tsubasa (Kanagawa, 17 d'octubre de 1981)

## Discografia

### Àlbums[3]
| Títol (transcripció)  | Títol (japonès) | Data de llançament | Posició a Oricon |
| --------------------- | --------------- | ------------------ | ---------------- |
| Hatachi               |                 | 11.09.2002         | 2ª               |
| Twenty Two            |                 | 28.04.2004         | 2ª               |
| Two You Four You      |                 | 15.11.2005         | 3ª               |
| TACKEY & TSUBASA BEST | タキツバベスト  | 17.10.2007         | 1ª               |
| TRIP & TREASURE       |                 | 16.03.2011         | 6ª               |
| TEN                   |                 | 11.09.2012         | 5ª               |

### Singles[5]
| Títol (transcripció)                            | Títol (japonès)                      | Data de llançament | Posició a Oricon |
| ----------------------------------------------- | ------------------------------------ | ------------------ | ---------------- |
| To be, To be, Ten made To be                    |                                      | 26.02.2003         | 3ª               |
| Yume Monogatari                                 | 夢物語                               | 12.11.2003         | 1ª               |
| One Day, One Dream                              |                                      | 11.02.2004         | 1ª               |
| Aiso Kyoku (Serenade)                           | 愛想曲（セレナーデ）                 | 03.11.2004         | 3ª               |
| Kamen／Mirai Kokai                              | 仮面／未来航海                       | 04.05.2005         | 1ª               |
| Venus                                           |                                      | 18.01.2006         | 1ª               |
| Ho! Summer                                      | Ho! サマー                           | 09.08.2006         | 2ª               |
| X~Dame~／Crazy Rainbow                          | ×～ダメ～／Crazy Rainbow             | 18.04.2007         | 1ª               |
| SAMURAI                                         |                                      | 08.08.2007         | 1ª               |
| Koi Uta／PROGRESS                               | 恋詩-コイウタ-／PROGRESS             | 04.06.2008         | 2ª               |
| Ai ha Takaramono                                | 愛はタカラモノ                       | 24.11.2010         | 1ª               |
| Journey Journey ~Bokura no Mirai~               | Journey Journey～ボクラノミライ～    | 31.08.2011         | 4ª               |
| Heartful Voice                                  |                                      | 23.11.2011         | 6ª               |
| Boku no Soba ni ha Hoshi ga Aru／Viva Viva More | 僕のそばには星がある／ビバビバモーレ | 19.03.2014         |                  |

### Singles en solitari[5]

#### Tackey
| Títol (transcripció)    | Títol (japonès)        | Data de llançament | Posició a Oricon |
| ----------------------- | ---------------------- | ------------------ | ---------------- |
| Ai·Kakumei              | 愛・革命               | 07.01.2009         | 1ª               |
| Sha·la·la／Mune no Hane | シャ・ラ・ラ／無限の羽 | 06.05.2009         | 1ª               |
| Hikari Hitotsu          | ヒカリひとつ           | 23.09.2009         | 1ª               |

#### Tsubasa
| Títol (transcripció) | Títol (japonès) | Data de llançament | Posició a Oricon |
| -------------------- | --------------- | ------------------ | ---------------- |
| BACKBORN             |                 | 24.02.2010         | 2ª               |